# Val Venosta
La val Venosta (Vinschgau in tedesco, Val Venuesta in ladino; Vnuost o Venösta in romancio) è una valle alpina dell'Alto Adige occidentale. È una delle quattro valli principali della regione Trentino-Alto Adige, assieme alla valle dell'Adige, alla valle dell'Isarco e alla val Pusteria. Importanti valli laterali sono la val Senales e la valle di Trafoi. Gran parte della valle ricade all'interno della Comunità comprensoriale Val Venosta.

## Geografia fisica

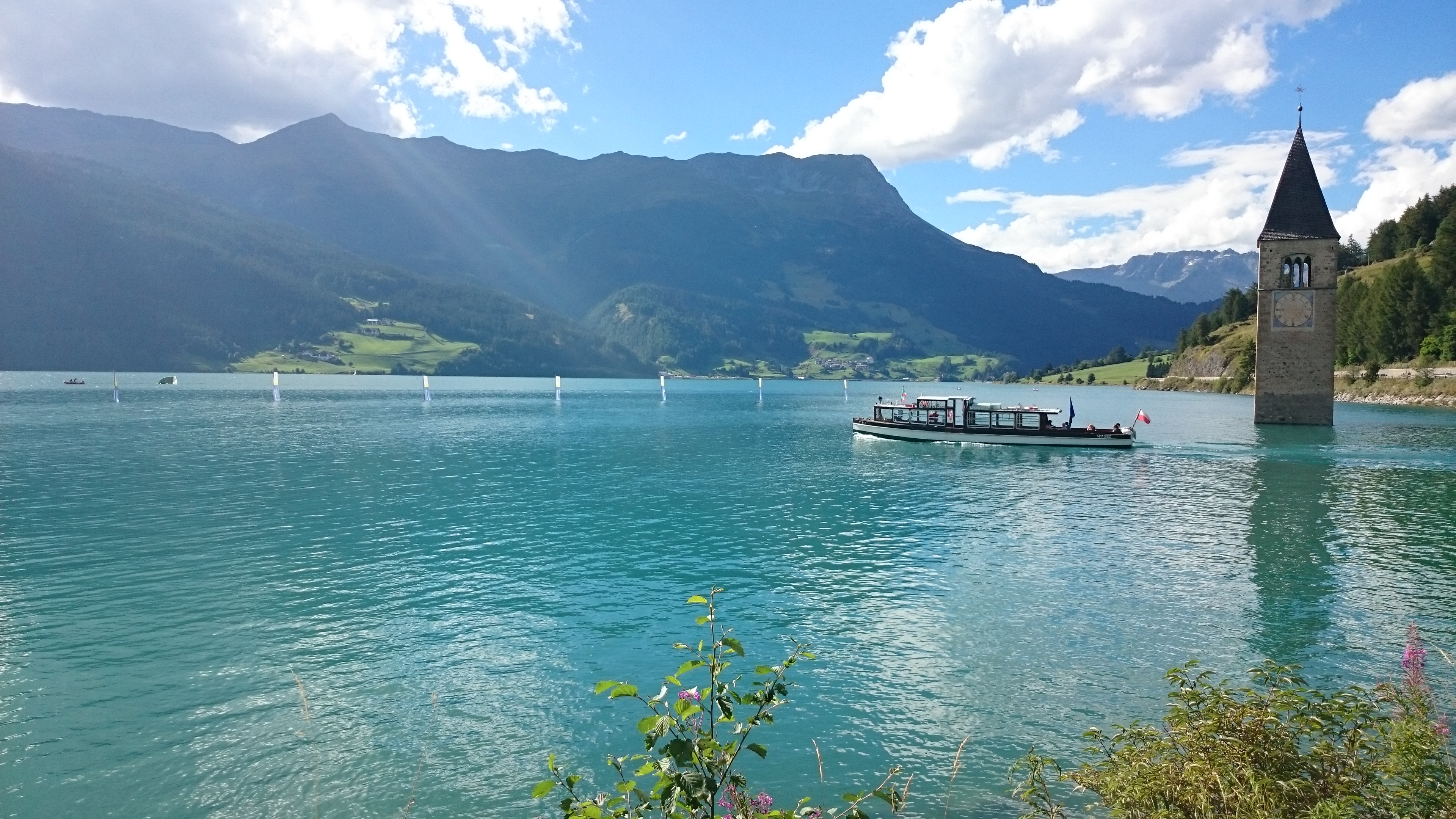
Lago di Resia

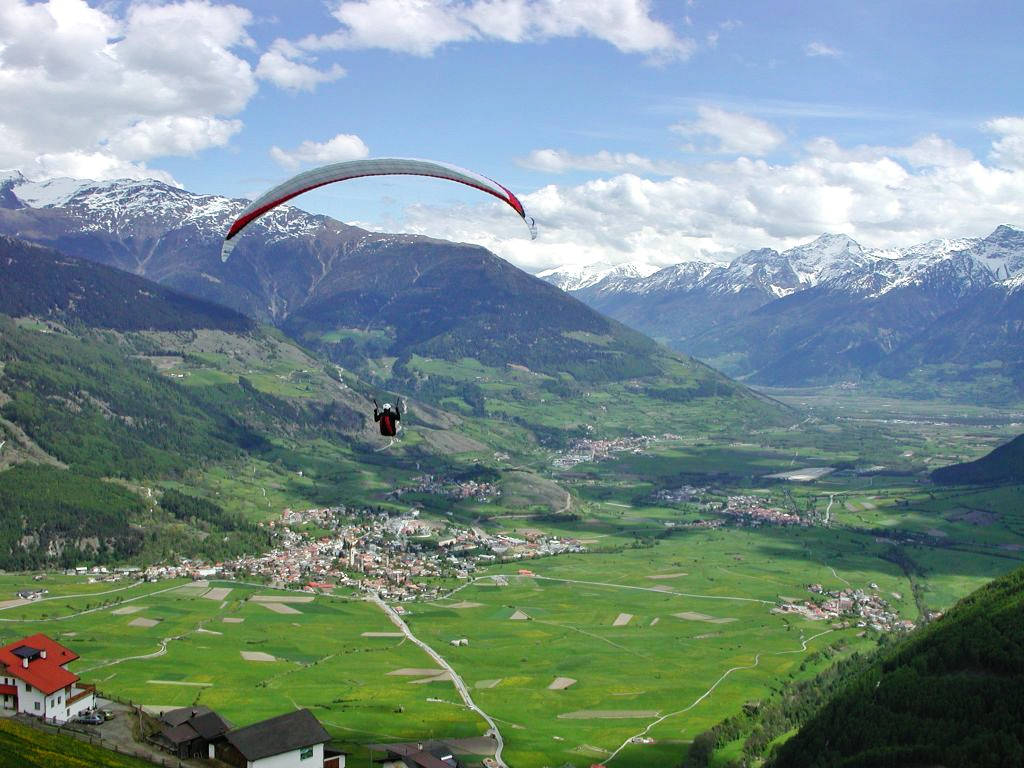
L'alta val Venosta (visibili Malles con alcune frazioni, Glorenza e Sluderno)

Dal Passo di Resia, dove nasce l'Adige, giunge fino alle porte di Merano, costituendo il lembo più occidentale della provincia di Bolzano, confinando a nord con l'Austria, a ovest con la Svizzera, a sud con la Lombardia ed il Trentino e ad est con il Burgraviato. La valle è prima in direzione nord-sud, poi (da Sluderno) in direzione ovest-est, sormontata dal Gruppo dell'Ortles a sud-ovest e dalle Alpi Venoste a nord-est: l'Ortles (3.906 m s.l.m.) tra le valli di Solda e Trafoi (comune di Stelvio) è la montagna più alta del Trentino-Alto Adige e ai suoi piedi si trova il Passo dello Stelvio (2.760 m s.l.m.) con la nota strada panoramica particolarmente importante per la storia del ciclismo su strada.
La Venosta è la zona con meno precipitazioni delle Alpi Orientali. Caratteristico è il monte Sole (Sonnenberg), sul versante meridionale delle Alpi Venoste, che mostra un clima arido-stepposo e una vegetazione unica in tutto l'arco alpino. La scarsa piovosità (coi suoi scarsi 500 mm di precipitazioni annue la val Venosta è l'area più povera di precipitazioni dell'intero arco alpino), la presenza costante del sole per oltre 300 giorni all'anno e le forti escursioni termiche che fanno piazza pulita di insetti e parassiti sono i fattori che, uniti all'altitudine, influiscono favorevolmente sul microclima della val Venosta. Verso il passo di Resia si trova la diga del lago di Resia, il più grande lago dell'Alto Adige, dove il campanile del paese sommerso di Curon Venosta spunta dalle acque (il paese venne ricostruito situato più in alto dopo la costruzione della diga nel 1950). Sulla destra dell'Adige, fino in Lombardia, ampia zona del territorio è incluso nel Parco nazionale dello Stelvio.
Storicamente, oltri ai comuni facenti parte della comunità comprensoriale della Val Venosta, la valle includeva anche il comune di Nauders e i centri abitati di Rofen, Vent e Winterstall nella Venter Tal nel comune di Sölden (Austria), nonché i comuni di Naturno, Plaus e Parcines con una parte del comune di Lagundo fino alla Tel, oggi aggregati al Burgraviato.

## Storia

Repubblica delle Tre Leghe

L’alta val Venosta durante il XV e XVI secolo fu legata alla Repubblica delle Tre Leghe, in particolare al vescovo di Coira, dal 1415 a circa il 1570. La lega divenne l'attuale cantone svizzero dei Grigioni nel 1803. Nell'Alta val Venosta la lingua della popolazione era il romancio fino al XVIII secolo e scambi culturali avvenivano con le valli svizzere di Monastero e dell'Engadina, dove si parlava la stessa lingua. Tuttavia, in queste valli si era diffuso il protestantesimo e questo portò la chiesa cattolica a partire dall'epoca della Controriforma a politiche di germanizzazione per contrastare la diffusione della riforma protestante, contrastando anche la lingua romancia. L'eredità romancia si rispecchia ancora in vocaboli del dialetto locale, toponimi e cognomi.
Solo dal dopoguerra in poi una politica di riforestazione ha cambiato volto a gran parte di questo territorio, anche snaturandolo per via della preferenza accordata a una monocoltura di pino nero, estraneo alla vegetazione autoctona. Secondo una leggenda che ancora oggi viene presa per vera da molti venostani, ma chiaramente smentita dagli storici, il monte Sole sarebbe stata anticamente ricoperte di vaste foreste di querce, che sarebbero state tagliate per fornire il legname necessario alla costruzione di Venezia.
Il fondovalle fino alle bonifiche asburgiche del XVIII-XIX secolo era in prevalenza paludoso, dopodiché la val Venosta arrivò a meritarsi l'appellativo di "granaio del Tirolo" per la conclamata fertilità dei suoi terreni. Oggi è caratterizzata da estesissime piantagioni di mele, che rendono l'agricoltura ancora l'attività più diffusa (un quarto della popolazione attiva vi trova occupazione). La conformazione geologica e la posizione della valle ed il clima di uno dei luoghi più tipici e inconfondibili dell'Alto Adige sono i fattori che da sempre hanno contribuito allo sviluppo di una ricca frutticoltura. La ferrovia della Val Venosta, la ex linea Merano-Malles delle Ferrovie dello Stato, fu da queste classificata come "ramo secco" e chiusa nel 1990. Dopo essere passata nelle mani della provincia di Bolzano e profondamente restaurata, è ora di nuovo in funzione dal 5 maggio del 2005.

## Economia

### Settore primario
L'agricoltura in val Venosta è oggi ancora l'attività più diffusa. Oltre alle mele si coltivano anche se in piccole quantità verdura, piccoli frutti ed albicocche; la mela è comunque il prodotto principale. Grazie ai benefici effetti del microclima le mele maturano più lentamente ed intensivamente. La forte escursione termica tra il giorno e la notte fa sì che le mele si arricchiscano di zuccheri naturali ed abbiano una polpa soda e succosa, ciò che appunto caratterizza la mela val Venosta. La produzione di mele avviene secondo il metodo della lotta integrata, che prevede l'inserimento e la permanenza nei frutteti di insetti utili in grado di scacciare quelli nocivi e la coccinella è simbolo di questo speciale metodo. La tecnologia in val Venosta viene affiancata dall'insostituibile aiuto dell'uomo. Nella raccolta a mano, come un secolo fa, l'occhio esperto del contadino si lascia guidare dall'esperienza.
L'impegno dei contadini e degli esperti ha creato un modello di frutticoltura innovativo e d'avanguardia. Oltre alla raccolta a mano ed alla lotta integrata viene adottato un controllo preciso e sistematico che consente la rintracciabilità della merce fino al produttore. Si tratta del percorso qualità firmato val Venosta che si svolge in dieci fasi. Ogni fase viene caratterizzata da rigide norme e da severi sistemi di controllo: coltivazione, raccolta, consegna, conservazione, apertura delle celle, selezione, ordinazione, confezionamento, carico e consegna delle mele ai negozi
In val Venosta si è primi in Europa a creare questo percorso qualità. Le mele vengono commercializzate tramite la VI.P che associa le cooperative ortofrutticole della val Venosta a cui aderiscono attualmente circa 2.000 contadini. Le strutture di stoccaggio e di lavorazione di tutte le cooperative della VI.P si distinguono per il loro alto livello tecnologico.

### Settore secondario e terziario
Piccole industrie sono presente in quasi tutti i comuni della valle. Inoltre vi è una rete capillare di aziende artigianali e commerciali a gestione familiare. L'altro motore dell'economia locale è il turismo, sia estivo che invernale, anche se la Venosta non è così ricca di infrastrutture turistiche come altre zone dell'Alto Adige.